# 鈴木心春
鈴木 心春（すずき こはる、1993年〈平成5年〉12月1日 - ）は、日本の元AV女優。

## 経歴・人物
2013年3月にAVデビュー。彼女の他に「鈴木心夏」「鈴木秋心」「鈴木心冬」がキャンディからデビューし、鈴木心4姉妹としてプロモーションが行われた。
2013年7月からD☆Collectionに移籍。単体作品13本以上の作品をリリース。
2014年8月からMOODYZに移籍。
2015年10月25日、kawaii*より 復帰作品を発表。それに伴い公式ツイッターで「1年ぶりに復帰します。」と自己紹介欄にコメント。
2017年12月からエスワンに移籍。
2018年7月に引退を発表。10月11日に「オタサーの姫」名義でイベント開催予定も同月中に中止になっている。
所属事務所はデビューから引退までカプセルエージェンシー。

## 人物
日頃から肌、脱毛など体のケア、体形の維持のため柔軟体操や食べ物などにも注意している。
以前は撮影前にサロン脱毛を行いパイパンにしていたが、後に永久脱毛している。
AV観賞が好きでAVを見て研究することもある。
趣味は料理・読書、特技は新体操・体が柔らかいこと
紫外線アレルギーがあり、夏場は日焼け止めが欠かせない。
日本の近現代文学が好きであり色々な作品を読んでいる。一番好きな作家は太宰治。

## 作品

### アダルトビデオ
2013年
- 奇跡の美巨乳18歳 絶・対・美・少・女 AVDebut（3月1日、キャンディ）
- 奇跡の美巨乳18歳美少女 初めての絶頂体験（4月1日、キャンディ）
- 奇跡の美巨乳18歳美少女 華麗なる潮吹き性交（5月1日、キャンディ）
- 奇跡の美巨乳初めての超高級ソープ体験で初めてのごっくん（6月1日、キャンディ）
- 心春ちゃんの全裸家庭教師!（8月5日、D☆Collection）
- 美少女貸切 お泊りOK（9月5日、D☆Collection）
- 何でもレンタル -鈴木心春AV女優-（10月4日、D☆Collection）
- アリスソフト×D☆Collection 母娘乱館 〜実写番外編〜（11月5日、D☆Collection）
- 着衣おっぱいカフェ店員（12月5日、D☆Collection）
- 働くオンナのいいなりSEX（12月27日、D☆Collection）

2014年
- 美少女発掘メーカーキャンディ1周年記念 はじめての8時間BEST（1月1日、キャンディ）他多数出演
- 絶・対・美・少・女 奇跡の美巨乳 はじめての4時間BEST!! 鈴木心春（2月1日、キャンディ）
- 10日で3度レイプされた人妻（2月19日、D☆Collection）
- 何でもレンタル-鈴木心春AV女優-（2月24日、D☆Collection）
- 清楚な美少女達の凄テクフェラ 8時間（3月1日、キャンディ）他多数出演
- 高級ソープに行こう!（3月19日、D☆Collection）
- 絶・対・美・少・女 鈴木心姉妹 春夏秋冬8時間（4月1日、キャンディ）他出演：鈴木心夏、鈴木秋心、鈴木心冬
- 電撃移籍！奇跡の美巨乳美少女に一撃大量顔射（4月7日、D☆Collection）
- 魅惑の性感エステサロン（4月19日、D☆Collection）
- ぴっちぴちの10代限定あどけないエッチ 16時間（04月19日、ROOKIE）他多数出演
- 美少女貸切 お泊りOK（5月7日、D☆Collection）
- ヌルヌルテカテカ オイルな心春（5月19日、D☆Collection）
- エキサイト カーセックス（6月19日、D☆Collection）
- D☆Collection BEST 美少女顔射フェスティバル（7月19日、D☆Collection）他多数出演
- 美少女ソープランド8時間（8月1日、キャンディ）他出演：藤井リリ、野々下クララ、鈴木秋心、塚田詩織他1人

- 鈴木心春×MOODYZ（8月13日、MOODYZ）
- D☆Collection BEST 神ボディ 鈴木心春 8時間special（8月19日、D☆Collection）
- 高画質 モッチモチでツルツル！さらにスベスベな美肌女優とセックス 16時間（8月19日、ROOKIE）他多数出演
- 発射直後のアッツアツ精子を全部飲んじゃう ごっくんBEST16時間（8月19日、ROOKIE）他多数出演
- 鈴木心春があなたのお嫁さん（9月13日、MOODYZ）
- 快感でおかしくなるまで続く 痙攣性交と絶頂潮（10月10日、MOODYZ）
- D☆Collection BEST 神ボディ 鈴木心春 8時間special 2（10月19日、D☆Collection）
- わたしは着ている方がエロいという意見をいただきまして…（11月9日、MOODYZ）[8]
- タイトスカート女教師（12月8日、MOODYZ）
- 鈴木心春 神BEST 完全コンプリートBOX 16時間（12月19日、D☆Collection）

2015年
- 20歳のお祝いに乾杯SEX（1月13日、MOODYZ）
- Fcup超絶品ソープ嬢（3月1日、MOODYZ）
- 絶倫デカチン男の精子が尽き果てるまで繰り返されるSEX（10月25日、kawaii*）
- 鈴木心春の21本番BEST（11月1日、MOODYZ）
- 日常で突然燃え上がる性欲 服を脱ぎ捨て求め合う濃厚接吻SEX（11月25日、kawaii*）
- 無毛マ○コからハメ潮を噴き散らして腰をガクガク痙攣させイキまくる黒髪美少女（12月25日、kawaii*）

2016年
- 鈴木心春 中出し解禁（1月25日、kawaii*）
- 犯された女子校生～クラスメイト11人に輪姦され処女を喪失した美巨乳少女～ 鈴木心春（2月25日、kawaii*）
- アイアンクリムゾン9 鈴木心春（2月25日、ダスッ！）
- 世界一ザーメンを大量に発射する男のぶっかけSEX 鈴木心春（3月19日、Rookie）
- 鈴木心春レズ解禁！！極美巨乳×高身長スレンダー Wグラマーレズビアン 鈴木心春 卯水咲流（3月25日、kawaii*）他出演、卯水咲流
- 童顔猥褻ボディ鈴木心春 E-BODY×kawaii* W専属決定 媚薬ぶっこみ絶頂マラソン乱交パーティー（4月13日、E-BODY）
- いらっしゃいませ。当施設はいつでも挿入OKのヤリ専娘付き温泉宿でございます。殿方の皆様、心行くまでハメ倒してやって下さい。 鈴木心春（4月25日、kawaii*）
- 嫁の連れ子が家の中ではTバック一枚でウロウロしてます…常に桃尻がプリプリ揺れてて、そんなんじゃ思わずチ●チン挿れたくなっちゃうよ！ 鈴木心春（5月13日、E-BODY）
- SNSで知り合った中年男と週4で密会し狂ったようにハメまくる変態SEX依存美少女 鈴木心春（6月25日、kawaii*）
- 大放尿！失禁お漏らし少女 鈴木心春（7月13日、E-BODY）
- 常に濡れ透けのピンク乳首おっぱいで男を挑発するズブ濡れっ娘 鈴木心春（7月25日、kawaii*）
- 巨尻いじめ 鈴木心春 クビレからの曲線しり肉を縛って叩いて味わい尽くす（8月13日、E-BODY）
- 【AVOPEN2016】kawaii*10周年SPECIAL企画 夢の共演Wパイパン中出し 鈴木心春 AIKA（9月1日、kawaii*）共演:AIKA
- 本気でぬるぬるにしてやった鈴木心春とSEX三昧！！ローション総使用量1000L（9月13日、E-BODY）
- 万引き女子校生に今から罰を与えます。（9月25日、E-BODY）
- 縄で縛られ抵抗できない状態でビックビック絶頂し始める犯されまくり腰クネ女子校生 (11月19日、E-BODY)
- 美少女コスプレイヤーのムッチリおっぱい丸出し6変化 鈴木心春（12月1日、kawaii）
- 涎（男女）汗（男女）潮（女）精液（男） 中年おやじと美少女の体液ミックス性交 鈴木心春（12月19日、E-BODY)

2017年
- 絶頂と放心を繰り返す異常な3本番完全ノーカット 鈴木心春（1月1日、kawaii）
- 無防備なおっぱいチラリでいつもご主人様を興奮させる美巨乳ドジッ娘メイド 鈴木心春（1月19日、E-BODY)
- ガチ童貞に捧げる鈴木心春の世界一優しい筆下ろしドキュメント（2月1日、kawaii）
- 鈴木心春×アイポケ人気シリーズ10タイトル 夢のコラボ企画 FIRST IDEAPOCKET アイポケが鈴木心春に飲み込まれた160分（2月7日、アイデアポケット）
- 孕ませ図書館痴漢 拒否もできず、声も出せずに膣内射精されるがままイキ堕ちた地味で巨乳な女子校生 鈴木心春（2月25日、E-BODY）
- 僕の好きな幼なじみのピュアなあの子が最近知り合ったチンピラ野郎と子作り交尾でメス化していた話 鈴木心春（4月1日、E-BODY）
- えづき汁ダラダラ即尺ご奉仕！喉クリトリスでイキまくるドM巨乳メイド 鈴木心春（4月7日、kawaii）
- 超濃厚キモメン汁 ぶっかけ＆ごっくん大量ザーメンスペシャル 鈴木心春（5月7日、kawaii）
- キャットラバーズ 鈴木心春（5月13日、ダスッ！）
- 鈴木心春デビュー4周年企画はじめてのファン感謝祭 心春ちゃんと一般男性のイカセ合い対決4番勝負！（6月1日、E-BODY）
- ノーパン＆超ミニスカで尻チラ、まんチラドジっ娘 鈴木心春（6月7日、kawaii）
- 専属NO.1 STYLE 鈴木心春エスワンデビュー 交わる体液、濃密セックス 完全ノーカットスペシャル（12月13日、エスワン）

2018年
- イッた直後も突かれまくってイカされまくる初めて絶頂の向こう側を味わう連撃ピストン中出しSEX 鈴木心春（1月1日、kawaii）
- 盗撮リアルドキュメント！ 密着27日、鈴木心春のプライベートを激撮し、雑誌編集者を装ったイケメンナンパ師に引っ掛かって、SEXまでしちゃった一部始終（1月25日、エスワン）
- 乳首とクリを同時になぶりまわされ459回も絶頂するイキッ放し性交 鈴木心春（2月7日、kawaii）
- 女子マネージャーのくせして巨乳で名器だから俺たちの肉便器ちゃんに決定。 鈴木心春（2月19日、エスワン）
- 肉感ボディで密着イチャラブしてくる極上中出し風俗スペシャル 鈴木心春（3月7日、kawaii）
- パイパン剥き出しおま○こ調教 鬼畜たちに凌辱された巨乳制服少女 鈴木心春（3月13日、エスワン）
- 密着わいせつ孕ませバス痴漢 鈴木心春（4月7日、kawaii）
- 小悪魔妹がアナタの妄想を叶えるド鉄板エロシチュエーション 鈴木心春（4月13日、エスワン）
- 永久性処理係に昇格した緊縛女子大生 鈴木心春（4月25日、kawaii）
- 全員悪人レ○プ学園 鈴木心春 「もう誰も信じられない…」純粋で真面目な生徒会長は同級生に犯され男性教師に凌辱レ○プされ女性教師にまで折檻責めされて-（5月7日、エスワン）
- 47日間のオナニー禁止直後の寸止め焦らされ大絶頂！ハメ潮・痙攣・究極の性欲大解放ケダモノSEX 鈴木心春（5月25日、kawaii）
- 鈴木心春の凄テクを我慢できれば生★中出しSEX！（6月1日、ワンズファクトリー）
- 文学女子に食べられる 鈴木心春 DMM.同人でメガヒットDL数を記録したオリジナルコミックを実写化!!（6月7日、エスワン）[9]
- 汗でぐっしょり濡れた夏服少女 透ける下着、素肌に張り付く制服を着させたままハメまくる 鈴木心春（7月7日、エスワン）
- 巨乳生徒だけが狙われる乳首でイクまで止めないセクハラ健康診断 鈴木心春（7月25日、kawaii）
- あの日からずっと…。 緊縛調教中出しされる制服美少女 鈴木心春（8月13日、無垢）
- 我慢できない最高に気持ち良い トランス大放尿・大失禁イキ漏れエクスタシー（8月25日、kawaii）
- おじさん好きな痴女美少女が中年チ○ポをもてあそぶ焦らし寸止め全身舐め回しセックス（9月7日、エスワン）
- 美乳の彼女が巨漢センパイに圧迫固定で寝取られ中出しされた時の話です 鈴木心春（9月25日、kawaii）
- 限定10名様！ 鈴木心春がファンとハメまくるなんでもアリの1泊2日10パコ13発射プライベート温泉裏オフ会流出動画がエグい！エロい！（10月7日、エスワン）
- 強制喉奥口マ●コ発射イラマチオ調教 鈴木心春（10月25日、kawaii）

2019年
- 鈴木心春-完結-kawaii*26作品 完全コンプリートBEST12時間（6月25日、kawaii）[10]

### イメージビデオ
- Spring has come〜春色気分〜（2013年12月26日、オルスタックピクチャーズ）
- Spring has come2/鈴木心春（2014年3月28日、オルスタックピクチャーズ）
- 鈴木心春 / ヴィーナス・テルメ（2016年5月28日、オルスタックソフト販売）
- 鈴木心春はオレのカノジョ。（2016年8月25日、GARDEN）
- Koharu 恋心、春模様 鈴木心春（2017年12月7日、REbecca）

### 写真集
- 春の芽（2017年3月25日、彩文館出版、撮影：細井智燿）ISBN 978-4775605868

## 雑誌
- 月刊DMM 2013年05月号（2013年3月22日、ジーオーティー）
- 月刊DMM 2014年09月号（2014年7月22日、ジーオーティー）
- Bejean 2014年09月号 （2014年7月22日、ジーオーティー）
- Graphis Gals No.364 Koharu Suzuki 鈴木心春 - Frontier（2015年9月30日、グラフィス）
- Graphis Limited Editon 2016-02 Koharu Suzuki 鈴木心春（2016年2月、グラフィス）
- 週刊現代（2017年11月18日号、講談社）